# Alteno
Alteno (niedersorbisch Rudow) ist ein Gemeindeteil von Duben, einem Ortsteil der Stadt Luckau im Landkreis Dahme-Spreewald in Brandenburg. Der Ort wurde 1397 erstmals urkundlich erwähnt.

## Lage
Alteno liegt in der Niederlausitz etwa zehn Kilometer östlich von Luckau und 14 Kilometer westlich von Lübbenau/Spreewald. Umliegende Ortschaften sind Duben im Norden, Terpt im Nordosten, die zur Stadt Lübbenau/Spreewald gehörenden Ortsteile Groß Radden im Osten und Hindenberg im Südosten, Willmersdorf im Süden und Cahnsdorf im Südwesten. Der Ort liegt hart an der Südgrenze seiner Gemarkung.
Am Ort vorbei zieht das Altenoer Fließ, das wenige hundert Meter südwestlich des Orts in einem Sumpfgebiet entspringt und nach knapp 3 km Lauf in die Wudritz mündet. Die Gemarkung ist insgesamt recht flach. Der höchste Punkt liegt an der nördlichen Gemarkungsgrenze auf etwa 62 m ü. NHN, der tiefste Punkt am Altenoer Fließ bei etwa 57 m ü. NHN. Mehr als ein Drittel der Gemarkung wird von Wald eingenommen. Im Nordwesten befinden sich ein großes Industriegebiet und eine große Photovoltaikanlage.
Alteno liegt etwa vier Kilometer südlich der Bundesstraße 89 nach Lübben (Spreewald). Die Landesstraße 526 nach Lübbenau/Spreewald verläuft etwa zwei Kilometer südlich des Ortes. Der Ort liegt etwas abseits und ist nur über sehr kleine Straßen von Freiimfelde (Abzweig von der B 87) und von Willmersdorf (Abzweig von der L 526) zu erreichen.

## Geschichte

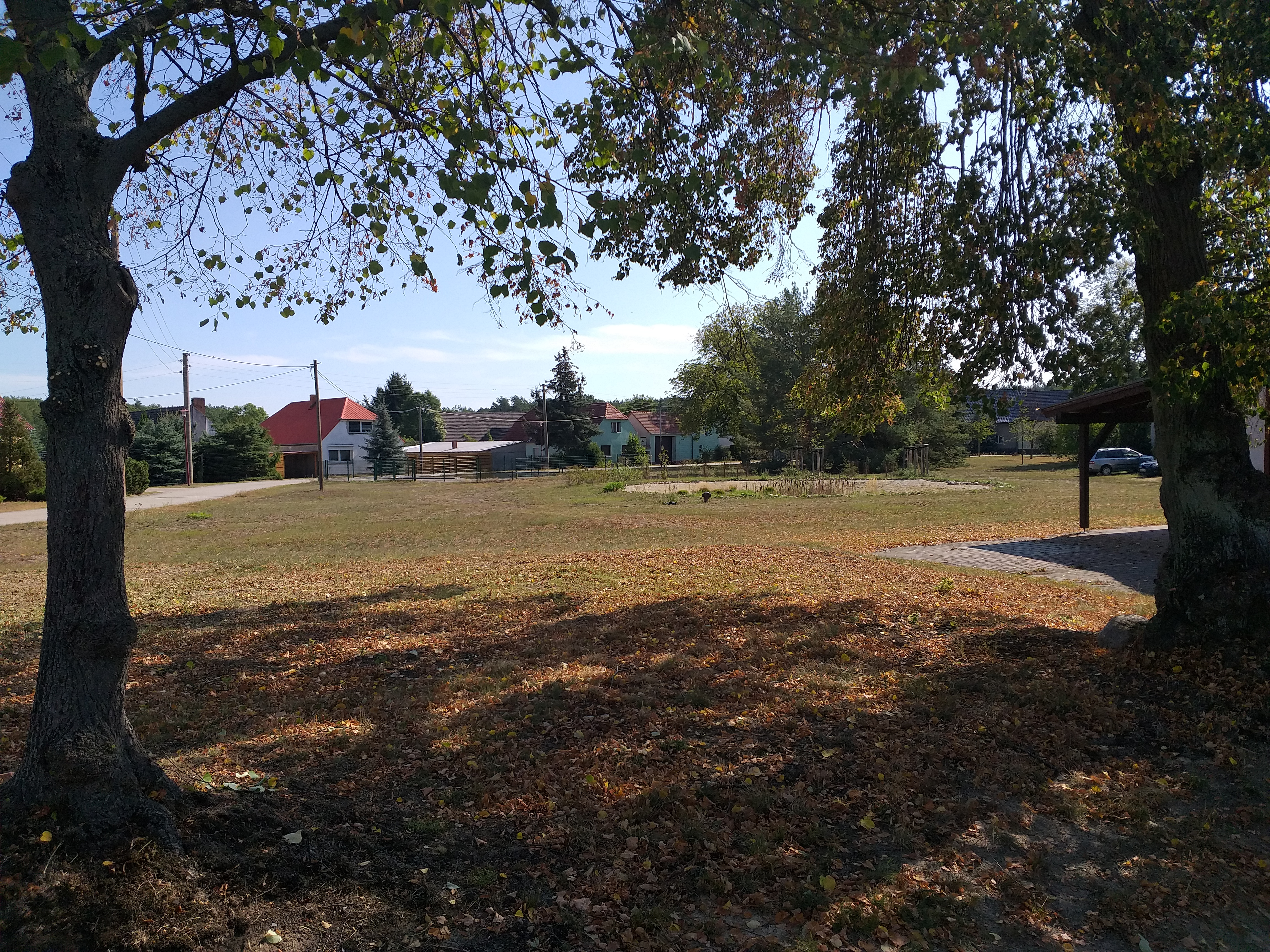
Dorfanger und Dorfteich

Alteno wurde erstmals im Jahr 1397 als „Altinow“ urkundlich erwähnt. 1487 wurde der Ort als „Altenow“ bezeichnet. Der Ortsname bedeutet in etwa „Allzunah“, bezeichnet also die Nähe zu einem anderen Ort. Dieser Ortsname war im Mittelalter sehr verbreitet. Lehmann gibt als ursprüngliche Dorfstruktur ein Großrunddorf an.

### Besitzgeschichte
Der Ort gehörte Anfang des 15. Jahrhunderts zur Herrschaft Reichwalde. 1301 wurde die Burg Reichwalde erstmals genannt. 1377 kamen Johann und Ulrich von Bieberstein zunächst in den (Mit-)Besitz der Herrschaften Beeskow und Reichwalde. 1382/84 kamen sie in den Vollbesitz der Herrschaft, deren Dörfer aber z. T. an Aftervasallen verliehen waren, darunter Alteno, Kaden, Stöbritz und Willmersdorf. Am 15. August 1397 verkauften Heinicke Wersing und die Brüder Hans und Friedrich von Gliechow, alle drei Vasallen des Herren der Herrschaft Reichwalde, Johann von Bieberstein, Alteno an den Luckauer Bürger Hans Paserin/Passerin. Schon am 8. Juni 1397 hatte Hans Paserin von Johannes von Biberstein die Belehnung mit dem Dorf Alteno mit allen Rechten erhalten.
Am 26. April 1414 verkaufte der damalige Besitzer der Herrschaft Reichwalde Johann von Bieberstein die meisten der dazu gehörigen Dörfer an die Stadt Luckau. Alteno blieb aber zunächst im Besitz der Paserin und blieb nominell ein Teil der nun stark verkleinerten Herrschaft Reichwalde.
Vermutlich schon die Söhne des oben genannten Hans (d. Ä.) Paserin, Hans d. J. und Nicolaus Paserin schenkten 1416 Zinsen aus den Dörfern Willmersdorf, Waldow, Gießmannsdorf, Zöllmersdorf, Welcheicz (?) und Buckow zur Ausstattung eines neuen Altars in der Pfarrkirche von Luckau. Am 24. April 1422 erhielten sie erneut die Belehnung mit Gütern in Stöbritz, Willmersdorf und Alteno durch Johann von Bieberstein.
Eine Bestätigung ihrer Lehen in Stöbritz, Willmersdorf und Alteno erhielten 1452 die Brüder Hans und Christoph Paserin, vermutlich die Söhne des Hans d. J. oder des Nicolaus. 1469 bestätigte Jaroslaw von Sternberg, Landvogt der Oberlausitz und der Niederlausitz, das von Jost von Mähren, Markgraf von Brandenburg, und König Wenzel, dem Hans Paserin, Bürger von Luckau, und seinen Erben gewährte Recht, dass ihre Leute zu Cahnsdorf, Willmersdorf, Stöbritz und Alteno in den landvogteilichen Wäldern Holz zum eigenen Bedarf holen dürfen und am 17. April 1487 erhielt Christoph Paserin die Belehnung mit diesen Lehnstücken von Hans von Bieberstein, die ihm sein Vater Wenzel Paserin abgetreten hatte. Die drei genannten Dörfer Stöbritz, Willmersdorf und Alteno sowie das nun erstmals in dieser Reihe genannte Kaden wurden nun zur Herrschaft Storkow gerechnet. Am 11. November 1488 verkaufte Christoph Paserin einige Zinsen in Willmersdorf und Alteno an Simon Kuchler und seine Frau, die damit den Altar Corporis Christi in der Pfarrkirche in Luckau ausstatteten. Am 24. Juni 1496 verkauften die Vettern Hans, Nickel und Wenzel Paserin zusammen mit den Vormündern ihrer jüngeren Vettern Stöbritz und Willmersdorf an die von Polenz auf Beesdau. Vermutlich um diese Zeit ist auch Alteno an Caspar d. Ä. von Minckwitz auf Drehna verkauft worden, obwohl darüber keine Verkaufsurkunde vorliegt. Freitags nach Lätare 1555 (1. April 1555) erhielt Caspar von Minckwitz von Bischof Johann von Lebus die Belehnung mit Alteno. Am 30. August 1555 tauschte Caspar von Minckwitz d. J. das Dorf Alteno mit allen Gerechtigkeiten gegen das Dorf Garrenchen, fünf Bauern in Jetsch, elf Bauern in Waltersdorf und 75 Gulden. Am 17. Juli 1557 wurden der Bürgermeister und die Ratmannen von Luckau vom brandenburgischen Markgrafen Johann von Küstrin mit Alteno belehnt. Im weiteren Verlauf der Geschichte blieb Alteno Kämmereidorf der Stadt Luckau bis in die Mitte des 19. Jahrhunderts. 1854 kam es zum Rezess zwischen der Stadt Luckau und der Gemeinde Alteno über die Ablösung der der Stadt Luckau zustehenden Reallasten.

### Kommunale Geschichte
1570 hatte die Feldmark von Alteno 16 Bauernhufen. Außerdem gab es sieben Kossätenhöfe. Ob die 16 Hufen tatsächlich auch von 16 Bauern bewirtschaftet wurden, wird leider nicht gesagt. 1763 gab es nämlich nur 8 Bauernhöfe im Ort, die die mutmaßlich 16 (?) Bauernhufen bewirtschafteten, und acht Kossätenhöfe. 1805 wurden die nun 23 Bauernhufen von neun Vollbauern und neun Kossäten bearbeitet. Außerdem gab es einen Einlieger und einen Krug sowie eine Windmühle. 1820 wird von 22 Feuerstellen (Wohnhäuser) und 138 Seelen (Personen) in Alteno berichtet. Die Windmühle war unbewohnt. Laut der Topografisch-statistischen Übersicht des Regierungsbezirkes Frankfurt aus dem Jahr 1844 hatte Alteno um diese Zeit 153 Einwohner, die sich auf 21 Wohngebäude verteilten, sowie eine Windmühle. Nach Berghaus umfasste die Gemarkung 1853 2623 Morgen und 30 Quadratruten, davon waren 2013 Morgen 158 Quadratruten Acker, 81 Morgen 112 Quadratruten Wiese und 42 Morgen 22 Quadratruten Forst.
1864 hatte Alteno 134 Einwohner, die in 25 Wohnhäusern wohnten. Alteno wurde immer noch als Rittergut gewertet; die Stadt Luckau hatte als Besitzerin daher Sitz und Stimme in der Ritterschaft des Niederlausitzer Landtags.
Bei der Volkszählung vom 1. Dezember 1871 hatte die Landgemeinde Alteno 142 Einwohner in 33 Haushalten; von den Einwohnern waren 72 Männer und 70 Frauen. 33 Einwohner waren Kinder unter zehn Jahren.

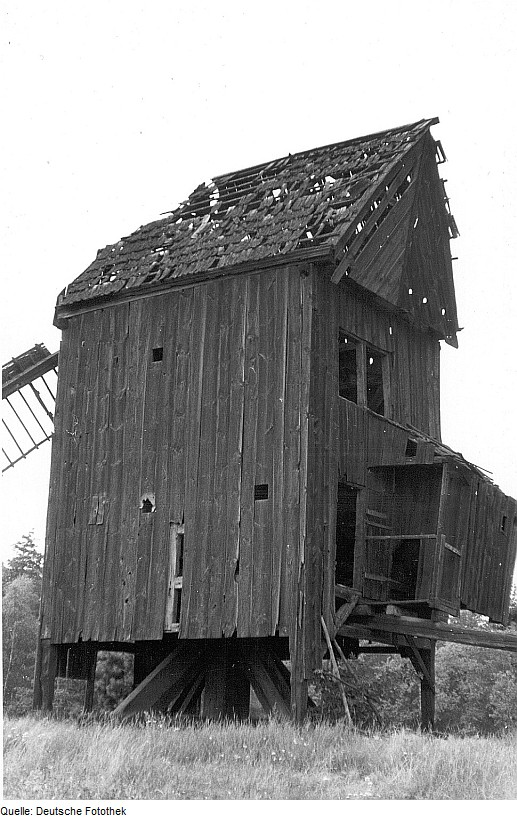
Altenower Bockwindmühle, 1972

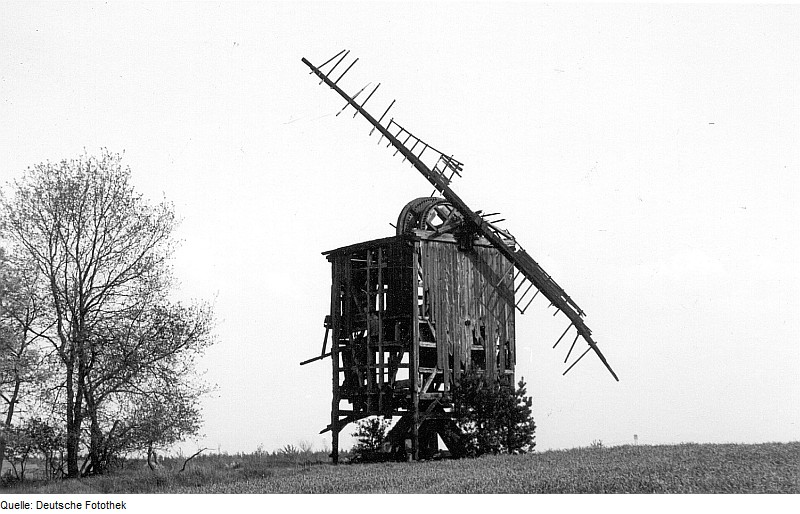
Altenower Bockwindmühle, 1977

### Kommunale Zugehörigkeit
Alteno gehörte bis 1807 als Exklave im Luckauischen Kreis der sächsischen Niederlausitz zur Herrschaft Storkow und damit zum Beeskow-Storkowischen Kreis der Mark Brandenburg. Mit dem Frieden von Tilsit (1807) musste Preußen lediglich den Cottbusischen Kreis an das Königreich Sachsen abtreten. Alteno blieb somit preußisch. Mit den Beschlüssen des Wiener Kongresses kam die gesamte Niederlausitz nun an Preußen. Mit der Kreisreform von 1816 wurden die Exklaven des Beeskow-Storkowischen Kreises dem Kreis Luckau zugeordnet, der dem Regierungsbezirk Frankfurt an der Oder der Provinz Brandenburg zugeschlagen wurde.
Bei der Kreisreform am 25. Juli 1952 in der damaligen DDR wurde die Gemeinde dem neu zugeschnittenen, stark verkleinerten Kreis Luckau im Bezirk Cottbus zugeordnet. Zum 15. März 1973 wurde Alteno zusammen mit der bis dahin ebenfalls eigenständigen Gemeinde Kaden nach Duben eingemeindet.
Nach der Wiedervereinigung lag Alteno zunächst im Landkreis Luckau in Brandenburg. Am 25. Mai 1992 schloss man sich als Teil der Gemeinde Duben dem Amt Luckau an. Nach der brandenburgischen Kreisreform am 6. Dezember 1993 kam Alteno schließlich zum neu gebildeten Landkreis Dahme-Spreewald. Am 26. Oktober 2003 wurde Alteno im Zuge der Eingemeindung von Duben nach Luckau eingegliedert und zu einem Gemeindeteil von Duben herabgestuft. Es hat damit keine eigene kommunale Vertretung mehr.

### Kirchliche Geschichte
Alteno hat keine Kirche und hatte auch wohl in der Vergangenheit keine Kirche. 1820, 1844 und 1867 waren die Einwohner nach Terpt eingepfarrt. Heute gehört Alteno zur Evangelischen Regionalkirchengemeinde Terpt im Evangelischen Kirchenkreis Niederlausitz.

## Altenoer Bockwindmühle
Die Altenoer Bockwindmühle stand nach den diversen Ausgaben des Messtischblattes Nr. 4148 Luckau etwa 200 Meter westlich des Dorfkerns. Über deren Geschichte ließ sich bisher nur wenig ermitteln. Sie stand jedenfalls bereits 1812, denn sie ist in der Topographisch-militärische(n) Karte von Sachsen bereits verzeichnet. 1818 ist sie in der Topographisch-statistische(n) Uebersicht des Regierungsbezirks Frankfurth a. d. O. erwähnt, ebenso in den folgenden topographischen Beschreibungen von 1844 und 1867. Der Klockhaus von 1935 nennt Otto Budemann als Mühlenbesitzer. Das Adressbuch für den Kreis Luckau führt dann 1938 schon Eduard Budemann als Müller und Landwirt auf. 1972 stand die Bockwindmühle zwar ruinös und nur noch mit zwei beschädigten Flügeln, aber noch mit löchrigen Dach und weitgehend intakter Verkleidung da. Schon 1977 war das Dach nicht mehr vorhanden, auch die Verkleidung war weitgehend verschwunden. Die Altenower Bockwindmühle muss in den folgenden Jahren abgebrochen worden sein.

## Fliegerhorst Alteno
In der Nähe der Ortslage wurde 1938 ein Fliegerhorst vollständig fertig gestellt, welcher von der Luftwaffe der Wehrmacht genutzt wurde. Ab Oktober 1944 war dort zunächst das Jagdgeschwader 4 und von Januar bis Februar 1945 das Jagdgeschwader 301 stationiert. Anschließend wurde der Platz bis April 1945 durch das Schlachtgeschwader 77 genutzt.
Nach dem Ende des Zweiten Weltkrieges blieb der Flugplatz zunächst ungenutzt, bis er von den Luftstreitkräften der Nationalen Volksarmee übernommen wurde. Nach den Umbauarbeiten 1967 wurde er als Dezentralisierungsflugplatz des Jagdfliegergeschwaders 1 genutzt. Seit 1990 fand auf dem Flugplatz kein Flugbetrieb mehr statt. Bis 2009 wurden dort Motorsportveranstaltungen des MZA Luckau durchgeführt. Anfang 2012 errichtete die Wirsol Solar AG auf einem Teil der Landebahn eine Photovoltaik-Freiflächenanlage mit einer Spitzenleistung von 21 MWp.

## Bevölkerungsentwicklung

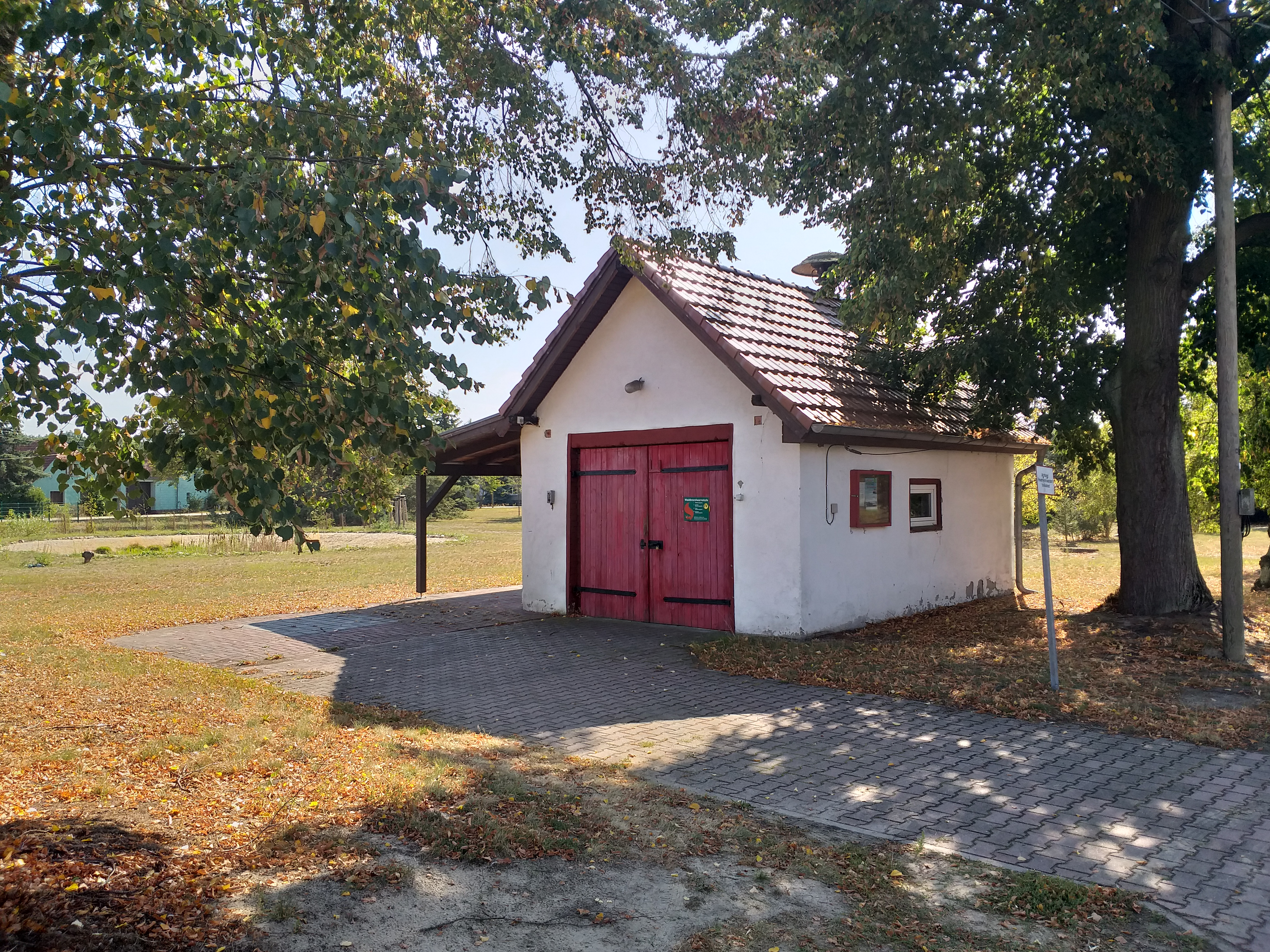
Feuerwehrhaus der Freiwilligen Feuerwehr Alteno

| Jahr | Einwohner |
| ---- | --------- |
| 1875 | 140       |
| 1890 | 109       |
| 1910 | 138       |
| 1925 | 146       |
| 1933 | 146       |
| 1939 | 123       |
| 1946 | 153       |
| 1964 | 98        |
| 1971 | 93        |

Gebietsstand des jeweiligen Jahres

## Gefahrenabwehr
Die Freiwillige Feuerwehr Alteno sorgt für den abwehrenden Brandschutz und die allgemeine Hilfe.

## Bodendenkmal
Die Denkmalliste des Landes Brandenburg für den Landkreis Dahme-Spreewald weist ein einziges Bodendenkmal aus:
- Nr.10045 der Dorfkern aus dem deutschen Mittelalter, Dorfkern der Neuzeit